# Pterostichus carri
Pterostichus carri is een keversoort uit de familie van de loopkevers (Carabidae). De wetenschappelijke naam van de soort is voor het eerst geldig gepubliceerd in 2009 door Angus, Gallan, Wrase & Chaladze.